# أذن الأسد الحبقية
أذن الأسد الحبقية (الاسم العلمي:Leonotis ocymifolia) هو نوع من النباتات يتبع جنس أذن الأسد من الفصيلة الشفوية.